# Anthipes
Az Anthipes a madarak (Aves) osztályának verébalakúak (Passeriformes) rendjébe, ezen belül a légykapófélék (Muscicapidae) családjába tartozó nem.

## Rendszerezésük
A nemet Edward Blyth francia zoológus írta le 1847-ban, az alábbi fajok tartoznak ide:
- Anthipes monileger
- Anthipes solitaris

## Előfordulásuk
Dél- és Délkelet-Ázsiában honosak. Természetes élőhelyeik a szubtrópusi vagy trópusi síkvidéki és hegyi esőerdők, valamint cserjések.

## Megjelenésük
Testhosszuk 13 centiméter körüli.